# 藍采和

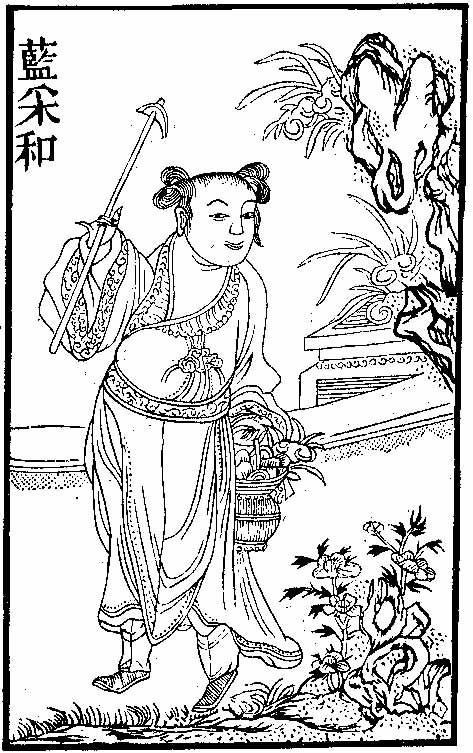
藍采和

藍 采和（らん さいか）は、中国の代表的な仙人である八仙の一人。字は養素。暗八仙は花籠。少年や青年、女性といったさまざまな説がある。唐の人。
いつも破れた藍色の長衫に三寸幅ほどの黒い木の皮を腰帯代わりに巻いており、腰には墨で汚れた板をぶら下げている。片足には穴の空いた靴を履き、もう片足は素足であった。夏は上着の下に綿入れを重ね、猛暑の中遊びまわっても汗をかかない。冬には服を脱いで単衣になり雪の中を遊びまわるが、吐く息は全く白くならず、雪の中で寝ても体から湯気が出ていたという。
町へ出ては、長さ三尺余りの大きな拍板（拍子木）でリズムを取りながら「踏歌」という新体詩を歌い、酔えば踊り、老若男女はみな彼の後をついてまわって面白がっていた。彼の歌をよく聞くと、思いつくままに口から出まかせを歌っているようだが、実は仙道の教えが込められていた。しかし、誰一人それに気づく者はいなかった。
彼の踊りに対して銭が投げられると、縄で縛って持っていく時もあればそのまま放っておく時もあり、持って帰ってもそのまま乞食にやったり、酒屋で一杯やったりと、あまり気にすることはなかった。
彼は神出鬼没で、現れたと思いきや、すぐまた不意にいなくなってしまう。度々天下を周遊しており、いつまで経っても年をとることはなかった。同じ八仙の李鉄拐と逢い、道を論じ合うこともあったという。
ある日、采和が城の堀端にある酒屋で飲んでいると、天から笙の音が聞こえてきた。笙の音とともに舞い降りてきた白鶴に乗って急いで見に行こうとしたが、その際、彼は長衫や靴、帯、拍板などを振り落してしまった。それらは彼の姿が雲間に消えると同時に消え失せたという（『八仙東遊記』では、この部分は長衫や靴ひもを振り落していったことになっており、人々がキラキラしながら落ちていくそれらを見上げたところ、それらは美しい玉であったという）。

## 参考
- 『東遊記』エリート社、竹下 ひろみ／訳
- 八仙閣について---八仙閣（PROFILE　藍采和）